# Санкт Мориц
Санкт Мориц (романш: San Murezzan, итал. San Maurizio) је град и туристичко место у источној Швајцарској. Санкт Мориц припада кантону Граубинден, где је једно од највећих насеља.
Санкт Мориц је светски чувено излетиште и зимовалиште у Енгадинској долини у источној Швајцарској, где се окупља светски "џет-сет".
Санкт Мориц је јединствен и по томе што је највиши град у Европи - налази се на надморској висини од 1.822 метра.
Насеље се дијели на два дијела: Санкт Мориц-Бад (простор на језеру око бање) и Санкт Мориц-Дорф (урбанизованији дио на заравни над језером).
Санкт Мориц се сматра "родним мјестом зимских спортова", али и зимског туризма, јер је насеље познато као зимска туристичка дестинација још од 1864. године.

## Природне одлике
Град Санкт Мориц се налази у источном делу Швајцарске. Од главног града државе, Берна, насеље је удаљено око 330 км источно, док је од седишта кантона, Хура, на 85 км југозападно.
Рељеф: Санкт Мориц се налази у на области веома високих Граубинденских Алпа, на приближно 1.820 метара надморске висине, то највиши град у целој Европи. Град је смештен у врху долине Енгадин. Град се сместио уз мало Санктморичко језеро. Насеље надвисују планински врхови Пиц Нер и Корвач.
Клима: Клима у Санкт Морицу је оштрија варијанта умерено континенталне климе због знатне надморске висине и планинског окружења.
Воде: Кроз Санкт Мориц протиче ријека Ин, која извире на планинама у близини мјеста. Ни мало Санктморичко језеро нема већи привредни значај, осим као туристичка тачка.

## Историја
Подручје Санкт Морица је било познато још у време праисторије и Старог Рима, али није било насељено због оштрих временских услова.
Открићем термалних и љековитих извора у Санкт Морицу, насеље постаје познато као бањско љечилиште, а сматра се да су извори откривени 1400 година п. н. е.
Долина Санкт Морица је насељена Ретороманима до 12. века. Тада се први пут и помиње постојање насеља под данашњим именом. Вековима је то било мало село високо у Алпима.
Туристички развој насеља започиње 1864. године. Санкт Мориц убрзо постаје важно туристичко одредиште у Алпима и један од пионирских места развоја међународног зимског спорта. Такође град је од тад стециште светског џет-сета, па је угостио много светски важних догађаја, манифестација и састанака на високом нивоу. Санкт Мориц је чак био два пута град-домаћин Зимских олимпијских игара 1928. и 1948. г.

## Становништво
2008. године Санкт Мориц је имао нешто преко 5.000 становника, што је 3 пута више него пре једног века. Међутим, насеље је 1850. године имало свега 228 становника. Од данашњег становништва 38,0% су страни држављани. У сезони, ту борави и око 3.000 сезонских радника.
Језик: Ретороманско становништво са матерњим ретороманским језиком је било традиционално становништво насеља и околине, али је развојем туризма крајем 19. века и доласком бројнијег немачког становништва постало изразита мањина. Стога су данас Швајцарски Немци и немачки језик доминантни у граду. Међутим, градско становништво је током протеклих неколико деценија постало веома шаролико, па се на улицама Сент Морица чују бројни други језици. Тако данас немачки језик матерњи за 58,8% становништва, а најзначајнији мањински језици су италијански језик (21,8%), португалски (6,6%) и реторомански језик (4,7%).
Вероисповест: Месно становници су одувек били римокатолици. Међутим, последњих деценија у граду се знатно повећао удео других вера, посебно протестаната.

## Знаменитости града
Први хотели су овде отворени 1856. године. Санкт Мориц је данас средиште луксузног туризма за богате посетиоце. Омиљени спортови и рекреације су: пешачење, алпско скијање, вожња боба и скелетона. У Санкт Морицу се налази редак феномен: природна боб стаза (Olympia Bobrun St.Moritz-Celerina). Место има у просеку 322 сунчана дана у години, те је једна од "знаменитости" такође клима. Поред насеља је језеро Санкт Мориц на чијој се залеђеној површини зими организује коњска трка (White Turf). 
Једна од познатих знаменитости је и криви торањ цркве, изграђене око 1500. године, а срушене у 19. вијеку, познатији као Шифер Турм (Schiefer Turm).
Такође постоји познати Сегантинијев музеј, у којем су експонирана дјела умјетника Ђованија Сегантинија. У Музеју Енгадина су постављене изложбе из културе и историје долине Енгадин. 
Санкт Мориц је познат и по својој дугој традицији туризма и хотелијерства, прије свега луксузних хотела. У насељу се налазе луксузни хотели Ла Марња (Hotel La Margna), Швајцерхоф (Hotel Schweizerhof), али и четири хотела која припадају листи Водећи хотели свијета (The Leading Hotels of the World), Хотел Карлтон (Hotel Carlton), Хотел Кулм (Hotel Kulm), Хотел Суврета Хаус (Suvretta House) и Хотел Бадрутова палата (Badrutt's Palace Hotel), чији легендарни ресторан, смјештен у хотелском предворју, представља "дневну собу Санкт Морица".
Најпознатије скијалиште је Корвиља (Corviglia), а знаменити планински врхови су Пиц Нер (Piz Nair), Корвач (Corvatsch) и др. 
Жељезничка линија Санкт Мориц - Тирано (Италија) - Бернинабан (Berninabahn), као и долина Бернина сматра се једним од најљепших алпских крајолика, а уврштена је на Унескову листу свјетске културне баштине. Прелази преко превоја Бернина (2235 м н. в.), а такође је и полазна тачка за излете на глечер Мортерач (Morteratsch) и планинарске туре на врхове масива Бернина (Бернина, 4049 м н. в.)
Санкт Мориц је био домаћин других Зимских олимпијских игара 1928, и поново 1948. Једини градови који су два пута били организатори ЗОИ су: Санкт Мориц, Инзбрук и Лејк Плесид. Ту је 1934, 1974. и 2003. године одржано Светско првенство у алпском скијању.

## Галерија
- Санкт Мориц-Дорф око 1900. године
- Санкт Мориц-Бад око 1900. године
- Санкт Мориц-Дорф 1938. године
- Градска пешачка зона
- Римокатоличка црква
- Скијашка стаза изнад града
- Зимски поло
- Воз Бернина жељезнице код превоја Бернина